# Klaus Rothstein
 Der er for få eller ingen kildehenvisninger i denne artikel, hvilket er et problem. Du kan hjælpe ved at angive troværdige kilder til de påstande, som fremføres i artiklen.

Klaus Rothstein (født 6. februar 1964) er litteraturkritiker og kommentator ved blandt andet Weekendavisen, redaktør og tidligere studievært sammen med Nanna Mogensen på DR's litterære radiomagasin Skønlitteratur på P1 gennem ti år.

Udover sin anmelder- og debattørvirksomhed har han desuden udgivet syv bøger (Det Ukrænkelige, 1996, essays; Kvinde på Dronning Louises Bro, 2000, essays; Frisk Fisk til Inkaen, 2002, essays; Tid til Forundring – En debatbog om den borgerlige kulturkamp, 2005; Bomben i Turbanen med Mikael Rothstein, 2006; 'Den nøgne maskine' (2010) og 'Ord og handling. Essays om litteratur' (2013).
Han blev især kendt under Muhammedkrisen, hvor han i flere debatter kritiserede Jyllandsposten for dens håndtering af sagen, mens han samtidig forsvarede retten til at offentliggøre tegningerne. Siden da har han sammen med sin bror Mikael Rothstein været flittige debattører i det offentlige rum, hvor de ofte er gået i rette med den borgerlige kulturkamp.
Klaus Rothstein var forlagsredaktør i Gyldendals redaktion for børne- og ungdomsbøger (1983-1989), redaktør på forlaget Rhodos (1990-1993), informationschef i Dansk Flygtningehjælp (1993-2001), kulturredaktør i en kort periode på Berlingske Tidende (2001) samt freelance tekstforfatter for kommunikations- og designbureauet Bysted (2002-2008). Formand for ytringsfrihedsorganisationen Dansk PEN (2000-2005).
Klaus Rothstein har desuden været programvært på en række radioprogrammer og på forfattersamtalerne Ordkraft på DR' tv-kulturkanal DRK (2009-2010) samt redigeret antologier og skrevet kommentarer, kulturkritik og kronikker til blandt andet Politiken. Klaus Rothstein er autodidakt.